# Spigelia speciosa
Spigelia speciosa là một loài thực vật có hoa trong họ Mã tiền. Loài này được Kunth miêu tả khoa học đầu tiên năm 1819.